# 노아 (래퍼)
노아(2000년 ~ )는 대한민국의 래퍼다. 2022년 싱글 [One Day]로 데뷔했다.

## 방송
- 고등래퍼 3 (2019) - Top32
- 쇼미더머니 9 (2020)
- 쇼미더머니 10 (2021) - Top33
- 드랍더비트 (2022) - Top48(30위)

## 음반
- One Day (2022)
- 남아 (2023)